# Pursuit of Happiness
«Pursuit of Happiness» es un sencillo del cantante estadounidense Kid Cudi, publicado el 25 de enero de 2010. Es el tercer sencillo de su álbum debut, Man on the Moon: The End of Day (2009). La canción fue producida por Ratatat y por MGMT. En marzo de 2013, «Pursuit of Happiness» alcanzó los dos millones de descargas vendidas en los Estados Unidos, donde según Nielsen SoundScan, se convirtió en el segundo sencillo más vendido de Kid Cudi, después de «Day 'n' Nite».
El remix más famoso de la canción es el del DJ Steve Aoki. Esta canción es el tema principal de la película Proyecto X (2012).

## Antecedentes
En el álbum, la canción se titula "Pursuit of Happiness (Nightmare)", siguiendo la secuencia de sueño del álbum. La versión final de la canción fue estrenada el 4 de septiembre de 2009, en el DJ Semtex BBC Radio 1 show. La canción hizo su debut en la televisión estadounidense en el "Late Show con David Letterman" el 11 de septiembre de 2009. La cantante estadounidense de folk rock Lissie realizó una versión incluida en el álbum Covered Up With Flowers.

## Lista de canciones
| Reino Unido — Descarga digital |                                              |          |  |
| N.º                            | Título                                       | Duración |  |
| 1.                             | «Pursuit of Happiness (Nightmare)»           | 4:55     |  |
| 2.                             | «Pursuit of Happiness» (Benny Benassi Remix) | 5:28     |  |
| 3.                             | «Pursuit of Happiness» (Steve Aoki Remix)    | 6:13     |  |
| 4.                             | «Pursuit of Happiness» (Sandy Vee Remix)     | 5:26     |  |

## Posicionamiento en listas y certificaciones
| Lista (2009–2013)                  | Mejor posición |
| ---------------------------------- | -------------- |
| Alemania (Media Control AG)        | 75             |
| Australia (ARIA)                   | 41             |
| Austria (Ö3 Austria Top 40)        | 66             |
| Bélgica (Flandes) (Ultratop 50)    | 9              |
| Bélgica (Valonia) (Ultratop 50)    | 3              |
| Canadá (Canadian Hot 100)          | 76             |
| Estados Unidos (Billboard Hot 100) | 59             |
| Francia (SNEP)                     | 2              |
| Irlanda (IRMA)                     | 24             |
| Países Bajos (Mega Single Top 100) | 49             |
| Reino Unido (UK Singles Chart)     | 64             |
| Reino Unido (UK R&B Chart)         | 8              |
| Suecia (Sverigetopplistan)         | 39             |
| Suiza (Schweizer Hitparade)        | 50             |

| País           | Organismo certificador | Certificación    | Ref.   |
| -------------- | ---------------------- | ---------------- | ------ |
| Australia      | ARIA                   | Disco de Platino | [ 18 ] |
| Bélgica        | BEA                    | Disco de Oro     | [ 19 ] |
| Estados Unidos | RIAA                   | Disco de Platino | [ 20 ] |